# Ніколай Костов
Нікола́й Ніко́лов Ко́стов (болг. Николай Николов Костов, нар. 2 липня 1963, Добрич, Болгарія) — болгарський футболіст, згодом — тренер. Тренував «Анортосіс», «Олімпіакос» (Нікосія), «Бананц» (Єреван), «Металург» (Донецьк), «Левскі» (Софія), «Карпати» (Львів), «Таврію», «Тосно» та кам'янську «Сталь».

## Кар'єра гравця
Професійно виступав на футбольному полі з 1981 по 1994 рік. Більшу частину цього часу захищав кольори софійського «Левскі», у складі якого тричі вигравав чемпіонат Болгарії та двічі — Кубок країни. У 1989 році також грав за софійську «Славію», а протягом 1990—1993 років виступав у чемпіонаті Кіпру у складі «Анортосіса».

## Тренерська кар'єра
Тренерську кар'єру розпочав 1996 року у клубі «Добруджа» з рідного Добрича, який на той час виступав у вищій лізі болгарського чемпіонату. Згодом, протягом 1999—2007 років, працював головним тренером низки клубів першості Кіпру. Протягом сезону 2007—08 очолював вірменський клуб «Бананц».
У квітні 2008 року Ніколая Костова було представлено як головного тренера донецького «Металурга», який, як і його попередній клуб «Бананц», входить до активів холдингу «Індустріальний союз Донбасу». Контракт нового тренера з клубом був розрахований на один рік, однак, після вдалих виступів команди під його керівництвом, термін контракту було подожено ще на три роки. У першому матчі на посаді головного тренера зустрівся з київським «Динамо» на виїзді, команди зіграли з рахунком 3:3. У наступному сезоні «Метулург» посів 4 місце, отримавши право виступати у Лізі Європи. Ще за сезон вивів команду у фінал Кубка України, до цього вибивши з розіграшу «Дніпро» та «Шахтар». У фіналі турніру команда Костова в екстратаймі поступилася сімферопольської «Таврії» з рахунком 2:3.
31 жовтня 2010 року після домашньої поразки від луцької «Волині» 0:2 подав у відставку, яка не була прийнята. 13 листопада 2010 року повторне подання у відставку прийняте керівництвом клубу.
29 липня 2012 року прийняв львівські «Карпати», де працював до 2013 року.
На початку січня 2014 став головним тренером сімферопольської «Таврії». У травні 2014 покинув «Таврію», по закінченню контракту і незабаром очолив російське «Тосно».

## Досягнення

### Як гравець
- Чемпіон Болгарії (3): 1984, 1985, 1988.
- Володар Кубка Болгарії (2): 1984, 1986.

### Як тренер
- Володар Кубка Кіпру: 2002.
- Фіналіст Кубка України: 2010.